# Marokkaanse muntthee

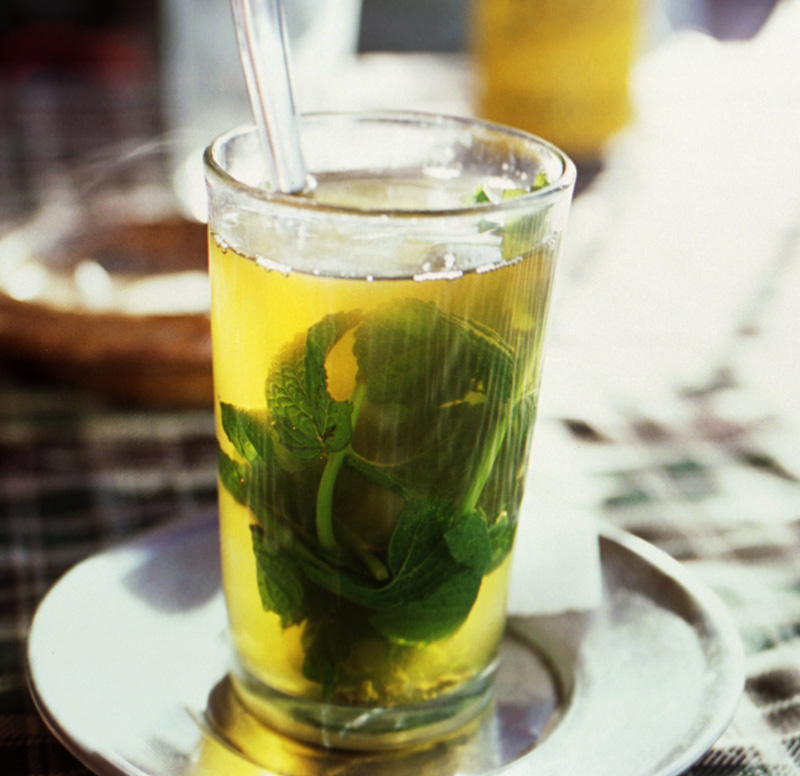
Atay Benaanaa (thee met munt)

Marokkaanse muntthee, ook Atay Bena'na' of Berber Whisky genoemd, is een thee die oorspronkelijk uit Marokko komt. Hij wordt veel in Marokko en andere Noord-Afrikaanse landen gedronken. De muntthee staat centraal in het sociale leven in het Maghreb-gebied.
De thee wordt uit kleine theeglaasjes gedronken. Hoewel de ceremonie niet zo uitgesproken is, is de bereiding wel strikt ritueel. Eerst wordt speciale Chinese groene thee, zhūchá ofwel gunpowder, die de basis van muntthee vormt, in een metalen theepot gedaan en met een scheut kokend water gewassen. Na het afgieten van het water gaan suiker en verse blaadjes van de aarmunt in de pot en wordt er kokend water op geschonken. Vervolgens worden enkele blaadjes verse thee toegevoegd. De thee moet daarna nog vijf minuten doorkoken. Het eerste glaasje thee dat uit de pot geschonken wordt, wordt weer terug gegoten in de pot zodat alle smaken goed door elkaar trekken. Daarna worden de glazen ingeschonken. Soms wordt aan het einde van de bereiding een takje sheeba (alsem) toegevoegd. Dit geeft een diepere, meer krachtige smaak aan de thee.
In Noord-Afrika is de hoogte waarmee de thee wordt ingeschonken een indicatie van de mate waarin de gast in de gunst valt van de gastheer of gastvrouw.
Het introduceren van thee in Marokko gebeurde in de 18e eeuw. Het ging om Chinese thee, aanvankelijk gunpowder, die door de Europeanen werd gereëxporteerd naar Mogador, waar Joodse handelaars actief waren met een groot netwerk. Aaron Afriat vestigde zich in 1867 in Engeland en verspreidde zijn at-Tay Afriat over heel Marokko. Anders dan de Engelsen voegden de Marokkanen geen melk toe, maar munttakjes en suiker.